# 日刊BUKATSU魂!!
日刊BUKATSU魂!!（にっかんぶかつだましい）は、2009年10月6日から2010年4月2日まで東北放送（TBCラジオ）で火曜から金曜の21:00 - 22:00に放送されていたラジオ番組。

## 放送時間
- 火曜 - 金曜 21:00 - 22:00

## パーソナリティ
火曜・水曜
- 守屋周
- 林朝子

木曜・金曜
- 山本義幸
- 大胡菜夕

## コーナー
火曜
- 今日の焼却炉
- 日刊ホームルーム

水曜
- 朝子保健室
- 林朝子のイッテQ!

木曜
- 菜夕の勝手にベスト3
- 山本義幸のほけん体育

金曜
- ○○学校○○部○○会社今週の懺悔
- ちょっと大人の川柳